# Прилук (Приморський район)
Прилук (рос. Прилук) — присілок в Приморському районі Архангельської області Російської Федерації.
Населення становить 11 осіб. Входить до складу муніципального утворення Островне поселення.

## Історія
Від 2004 року входить до складу муніципального утворення Островне поселення.

## Населення
| 2002 | 2010 | 2012 |
| ---- | ---- | ---- |
| 21   | ↗26  | ↘11  |